# 1985 aux échecs
| Années des échecs : 1982 - 1983 - 1984 - 1985 - 1986 - 1987 - 1988    |
| Décennies des échecs : 1950 - 1960 - 1970 - 1980 - 1990 - 2000 - 2010 |

Cet article présente les faits marquants de l'année 1985 aux échecs.

## Événements majeurs
- Le président de la FIDE Florencio Campomanes met fin au bout de quarante-huit parties, et alors que le score s'établit à 5 victoires contre trois pour Anatoli Karpov contre Garry Kasparov, au championnat du monde débuté il y a plus de cinq mois en 1984. Il ne reste plus qu'une victoire à Karpov pour conserver son titre, mais Kasparov vient de remporter les deux dernières parties et s'estime lésé. Il aura alors pour objectif affiché de faire « chuter » Campomanes, qui a mis en avant la préservation de la santé des deux joueurs[1].
- Le nouveau championnat du monde organisé cette année voit enfin la victoire de Garry Kasparov sur Anatoli Karpov sur un score de 13 à 11. Kasparov est alors le plus jeune champion du monde de l'histoire du jeu.
- L'américain Maxim Dlugy devient le nouveau champion du monde junior.

## Championnats nationaux
- Argentine : Oscar Panno remporte le championnat[2],[3]. Chez les femmes, Claudia Amura s’impose.
- Autriche : Josef Klinger remporte le championnat[4]. Chez les femmes, pas de championnat[5].
- Belgique : Richard Meulders remporte le championnat[6]. Chez les femmes, Isabel Hund s’impose[7].
- Brésil: Gilberto Milos remporte le championnat[8]. Chez les femmes, c’est Regina Lùcia Ribeiro qui s’impose.
- Canada : Igor Ivanov et Raymond Stone remportent le championnat[9]. Chez les femmes, pas de championnat[10].
- Chine :  Xu Jun remporte le championnat[11]. Chez les femmes, Liu Shilan s’impose.
- Écosse : ML Condie et Roddy McKay remportent le championnat [12].
- Espagne : Jésus Maria de la Villa remporte le championnat[13]. Chez les femmes, c’est Mª Luisa Cuevas qui s’impose[14].
- États-Unis : Lev Alburt  remporte le championnat[15]. Chez les femmes, pas de championnat[16].
- Finlande: Jouni Yrjölä  remporte le championnat[17].
- France : Jean-Luc Seret remporte le championnat [18]. Chez les femmes, Flear s’impose[19].
- Guatemala : Carlos Armando Juárez[20]
- Inde : Praveen Thipsay remporte le championnat[21].
- Iran : Pas de championnat[22].

- Pays-Bas : Paul van der Sterren remporte le championnat [23]. Chez les femmes, ce sont Jessica Harmsen  et Hanneke van Parreren qui s’imposent.
- Pologne : Jan Adamski remporte le championnat[24].
- Royaume-Uni : Jonathan Speelman remporte le championnat[25].

- Suisse : Viktor Kortschnoï remporte le championnat [26]. Chez les dames, c’est Anne Knecht qui s’impose[27].
- RSS d'Ukraine : Valeri Neverov remporte le championnat[28],[29], dans le cadre de l’U.R.S.S.. Chez les femmes, Larisa Muchnik s’impose[30].
- République fédérative socialiste de Yougoslavie : Slavoljub Marjanović remporte le championnat[31],[32]. Chez les femmes, Zorica Nikolin s’impose.

## Naissances
- 6 février : Hans Tikkanen
- 12 avril : Shakhriyar Mamedyarov
- 26 août : Oleg Neikirkh

## Nécrologie
- En 1985 : Raúl Ceferino Cruz (en), Juan Manuel Rivarola (en)
- 26 janvier : Oleg Neikirkh
- 20 février : Isaac Kashdan
- 19 avril : Józef Gromek (en)
- 2 juin : Izak Aloni (en)
- 15 juillet : Federico Norcia
- 24 août : Storm Herseth (en)
- 13 septembre : Allan Bergkvist (en)
- 1er octobre : Vladimir Bron
- 5 décembre : Miguel Cuéllar Gacharná
- 18 décembre : Paul Baender (en)